# Антонин Дворжак
А̀нтонин Лѐополд Дво̀ржак (на чешки: Antonín Leopold Dvořák, [ˈantoɲiːn ˈlɛopolt ˈdvor̝aːk]) е чешки композитор, един от първите, придобили световно признание. Следвайки националистичния пример на своя предшественик от епохата на Романтизма Бедржих Сметана, той често използва мотиви от чешката и моравската фолклорна музика. Стилът му е определян като „най-пълното пресъздаване на национален идиом чрез симфоничната традиция, абсорбирайки фолклорни влияния и откривайки ефективни начини да ги използва“.
Дворжак демонстрира музикалните си заложби от най-ранна възраст, като от шестгодишен усърдно се учи да свири на цигулка. Първите публични изпълнения на негови композиции са в Прага през 1872 година и с особен успех през следващата година, когато той е на 31 години. В търсене на по-широко признание, той изпраща партитурите на своята Първа симфония на провеждан в Германия, но не получава награда, а ръкописът му не е върнат и остава в неизвестност в продължение на десетилетия. През 1874 година той кандидатства за Австрийската държавна награда за композиция, изпращайки две нови симфонии и други свои произведения. Оказва се, че член на журито е известният композитор Йоханес Брамс, който е силно впечатлен. Дворжак получава наградата за 1874, 1876 и 1877 година, след което Брамс и известният критик Едуард Ханслик, също член на журито, влизат в контакт с него. Брамс го препоръчва на своето издателство „Зимрок“, което му поръчва композицията, която става известна като „Славянски танци“. През 1878 година те са високо оценени от берлинския критик Луи Елерт, партитурите с оригиналната версия за пиано на четири ръце се продават добре и Дворжак най-накрая започва да придобива международна известност.
Първото религиозно произведение на Антонин Дворжак, неговата интерпретация на „Стабат Матер“, е представено за пръв път в Прага през 1880 година. Ораторията е изпълнявана с голям успех в Лондон през 1883 година, което води до множество нейни постановки във Великобритания и Съединените американски щати. В своята кариера Дворжак посещава Англия девет пъти, често дирижирайки свои произведения, а неговата Седма симфония е написана в Лондон. При посещението си в Русия през март 1890 година той дирижира концерти със своя музика в Москва и Санкт Петербург. През следващата година той е назначен за професор в Пражката консерватория. По това време той пише Трио „Думки“, една от най-успешните си камерни композиции. Всичките девет опери на Дворжак, с изключение на първата, имат либрето на чешки и се стремят да предадат чешкия национален дух, както и някои от хоровите му композиции. Най-успешна сред оперите му е „Русалка“.
През 1892 година Дворжак заминава за Съединените щати и оглавява Американската национална музикална консерватория в Ню Йорк. При престоя си в Съединените щати той пише две от най-значимите си оркестрови произведения – Симфония „Из Новия свят“, която му донася световна известност, и Концерт за виолончело, един от най-високо ценените концерти за виолончело в историята. Там той създава и най-известната си камерна композиция – Американски струнен квартет. Въпреки тези успехи, нередовното заплащане, нарастващата му известност в Европа и носталгията по дома го карат да се върне в Чехия през 1895 година.

## Биография

### Ранни години
Дворжак е роден на 8 септември 1841 година в Нелахозевес, село край Прага, по това време част от Австрийската империя, и е син на Франтишек Дворжак (1814 – 1894) и съпругата му Анна, по баща Зденкова (1820 – 1882). Бащата е ханджия, касапин и професионален музикант, който свири цитра. Майката е дъщеря на Йосеф Зденек, управител на служба при княз Лобковиц. Двамата се женят на 17 ноември 1840 година и Антонин е първото от четиринадесетте им деца, осем от които преживяват детството. Антонин е кръстен като католик в селската църква „Свети Андрей“.
През своите първи години в Нелахозевес Дворжак развива силно религиозно чувство, както и любов към чешкотото културно наследство, които по-късно оказват силно влияние върху творчеството му. През 1847 година той постъпва в начално училище, където учителят му Йозеф Шпиц го учи да свири на цигулка. Той отрано показва заложби и умения и свири в селския оркестър и в църквата за радост на баща си. Тринадесетгодишен, баща му го изпраща в Злонице при вуйчо му Антонин Зденек, за да научи немски. Първата му известна композиция, „Полка помненка“, изглежда е написана около 1855 година.
В Злонице Дворжак взима уроци по орган, пиано и цигулка от учителя си по немски Антон Лихман. Той му преподава и музикална теория и го запознава с композиторите на епохата. Дворжак високо цени своя учител, въпреки сприхавия му нрав. Лихман е църковен органист в града и понякога оставя Антонин да свири по време на службите. Дворжак продължава обучението си по орган и музикална теория в Ческа Каменице при Франц Ханке, който е по-добронамерен и окуражава музикалните му наклонности. Когато Антонин е на 16 години, с увещанията на Лихман и Зденек, баща му му позволява да стане музикант, стига да се насочи към кариерата на органист.
През септември 1857 година Антонин заминава за Прага и постъпва в градската Органова школа, където учи пеене при Йозеф Звонарж, теория при Франтишек Блажек и орган при Йозеф Фьорстер. Фьорстер е също професор в Пражката консерватория и пише композиции за орган и синът му Йозеф Бохуслав Фьорстер става известен композитор. Дворжак ходи и на допълнителни уроци, за да подобри немския си, и свири на цигулка в различни оркестри. Той завършва Органовата школа през 1859 година, класирайки се втори в класа си, след което кандидатства неуспешно за мястото на органист в църквата „Свети Индржих“, но не се разколебава в решението си да стане музикант.

### Музикант в Прага
Още през 1858 година Антонин Дворжак се включва трайно в оркестъра на Карел Комзак, с който свири в ресторанти и на балове в Прага. Високият професионализъм на ансамбъла на Комзак привлича вниманието на диригента Ян Непомук Майр, който ангажира целия оркестър в ръководения от него Временен театър. От 1862 година Дворжак свири на виола в оркестъра, като по това време започва да композира своя първи струнен квартет. Той не може да си позволи да купува билети за концерти, така че работата му с оркестъра му дава възможност да слуша повече музика, главно опери. През юли 1863 година свири в програма, посветена на германския композитор Рихард Вагнер, който лично дирижира оркестъра и към когото Дворжак изпитва „безгранично възхищение“.
От 1864 година Дворжак живее в апартамент в квартала Жижков, който споделя с още петима души, сред които цигуларя Моржиц Ангер и бъдещият певец Карел Чех. През 1866 година Майр е заменен като главен диригент на Временния театър от знаменития Бедржих Сметана. Доходите на Дворжак продължават да бъдат ограничени и той е принуден да ги допълва, като дава частни уроци по пиано. Чрез тях той се запознава с бъдещата си съпруга. Първоначално той се влюбва в своята ученичка и колежка във Временния театър Йозефина Чермакова, на която изглежда посвещава песенния цикъл „Кипариси“ (1865). Любовта му обаче не е взаимна и тя се омъжва за друг. През 1873 година Дворжак се жени за нейната по-малка сестра Анна Чермакова (1854 – 1931) и двамата имат девет деца, три от тях починали малки.
Дворжак нарича своя Струнен квартет в ла минор (1861) опус 1, а своя Първи струнен квартет (1862) опус 2, въпреки че техните номера в хронологичния Бургхаузеров каталог са B.6 и B.7 – той включва пет по-ранни композиции без номера на опуси. В началото на 60-те години Дворжак прави и първите си симфонични опити, част от които сам унищожава. Запазен е ръкописът на една симфония в до минор без номер на опус, B.9, композирана през 1865 година. Тази симфония в крайна сметка е номерирана като първата на композитора.
Първите композиторски опити на Антонин Дворжак преминават без публично представяне или отзиви на критиката. Всичките му работи до 1870 година, според Бургхаузеровия каталог B.1 до B.19, или нямат известна премиера, или са представени пред публика от 1888 година нататък. Така Теритият струнен квартет B.18 е написан около 1869 година, но за пръв път е публикуван през 1964 година, а премиерното му поставяне е от 1969 година. Между май и октомври 1870 година той композира и своята първа опера – „Алфред“. Нейната увертюра е изпълнена пред публика за пръв път едва през 1905 година, а цялата опера е поставена през 1938 година.

### Органист и композитор
След женитбата си Антонин Дворжак напуска оркестъра на Временния театър, в който е свирил в продължение на 11 години. Той успява да си намери работа като органист в пражката църква „Свети Адалберт“ под ръководството на бившия си учител от Органовата школа Йозеф Фьорстер. Службата носи ограничени доходи, но и те са добре дошли за младата двойка, като сега Дворжак разполага с повече свободно време, за да се концентрира върху композирането.
През цялата 1871 година Дворжак създава първите си 5 опуса. Първото му споменаване в печата е в „Худебни листи“ през юни, а първата му представена пред публика композиция става през октомври песента „Vzpomínání“. Временният театър му връща операта „Цар и въглищар“ като негодна за поставяне. Нейната увертюра е представена на концерт на филхармонията през следващата година под диригентството на Бедржих Сметана, но цялата опера е поставена с оригиналната си музика едва през 1929 година. Според биографа Джон Клафам композиторът стига до извода, че е стигнал до „крайности в опитите си да следва примера на Вагнер“. През 1873 – 1874 година преработва по напълно нов начин либретото на „Цар и въгрищар“ без да използва „нищо от злополучната по-ранна версия“. Новата опера е поставена в Прага през 1874 година.
През ноември 1872 година е първото концертно изпълнение на произведение на Дворжак – на неговия Квинтет за пиано в ла мажор, като концертът в Прага е организиран от Лудевит Прохазка. През март 1873 година патриотичната му кантата „Наследниците на Бела хора“ е изпълнена от 300 певци на хора „Пражки хлахол“, дирижирани от приятеля и поддръжник на Дворжак Карел Бендъл, и има голям успех сред публиката и критиката, донасяйки за пръв път по-голяма известност на композитора.
Въпреки тези успехи, Антонин Дворжак остава почти неизвестен извън пражката музикална сцена. През 1874 година той кандидатства за Австрийската държавна стипендия за композиране, парична премия, целяща да осигури „финансова поддръжка за талантливи композитори в нужда“ от цяла Австро-Унгария. Като част от конкурса той изпраща значителен обем свои произведения – общо петнадесет, включително представените през същата пролет в Прага Трета и Четвърта симфония, както и няколко увертюри и един песенен цикъл. Участници в журито, което оценява кандидатите, са критикът Едуард Ханслик, директорът на Виенската опера Йохан Хербек и известният германски композитор Йоханес Брамс, който е силно впечатлен от работата на Дворжак. В началото на следващата година Дворжак получава стипендията.
През 1875 година, когато е роден и първият му син, той пише своя Струнен квинтет № 2. През същата година той композира множество други произведения, сред които Симфония № 5, Трио за пиано №1 и Серенада за струнни инструменти. През 1876 година отново получава Авмстрийската държавна стипендия, което му позволява да напусне поста на органист. През 1877 година пише „Симфонични вариации“, представени в Прага под диригентството на Лудевит Прохазка.
За конкурса за Австрийската държавна стипендия през 1877 година Антонин Дворжак изпраща своите „Моравски дуети“ и други композиции, сред които може би и Концерт за пиано. След обявяването на резултатите през декември – Дворжак отново получава стипендията, – той получава писмо от члена на журито Едуард Ханслик, от което научава, че Ханслик и Брамс познават работата му и биха искали да му съдействат за нейното популяризиране извън Чехия. Същият месец Дворжак пише своя Струнен квартет № 9 и го посвещава на Йоханес Брамс.
Брамс препоръчва „Моравски дуети“ на издателя Николаус Зимрок, който ги публикува, след което поръчва на Дворжак написването на композиция в духа на Брамсовите „Унгарски танци“. Резултатът е завършените през 1878 година „Славянски танци“, първоначално написани за пиано на четири ръце, а след това преаранжирани от автора за оркестър по искане на Зимрок. „Славянски танци“ имат незабавен успех и са посрещнати с ентусиазъм от германската музикална критика. През следващата година те са свирени на концерти във Франция, Англия и Съединените щати. По-късно Зимрок поръчва още славянски танци, които Дворжак му изпраща като опус 72 през 1886 година.

### Международна известност
През 1879 година Антонин Дворжак пише своя Струнен секстет. Зимрок показва партитурата на водещия цигулар Йозеф Йоахим, който организира премиерата му през ноември същата година. Йоахим се превръща в главния популяризатор на Дворжаковата камерна музика. През същата година Дворжак пише и своя Концерт за цигулка, който посвещава на Йоахим, изпращайки му партитурата. През следващата пролет двамата я обсъждат и Дворжак я преработва чувствително, но Йоахим продължава да има съмнения. Премиерата на концерта е в Прага през октомври 1883 година с цигуларя Франтишек Ондржичек, който го изпълнява и във Виена под диригентството на Ханс Рихтер през декември същата година. На два пъти през следващите години Йоахим трябва да изпълни концерта, но това така и не се случва.
По предложение на Ханс Рихтер Дворжак композира Симфония № 6 за Виенската филхармония, която трябва да я изпълни през декември 1880 година, но в два последователни сезона това не се случва, заради възражения на членове на оркестъра, дължащи се на античешки настроения. Така симфонията е изпълнена за първи път под диригентството на Адолф Чех от Филхармоничното дружество в Прага на 25 март 1881 година. Рихтер все пак дирижира симфонията в Лондон през 1882 година и запазва интереса си към работата на Дворжак.
Дворжаковата „Стабат Матер“ е успешно представена в „Роял Албърт Хол“ в Лондон на 10 март 1883 година под диригентството на Робърт Барнби. Този успех поставя началото на цяла поредица изпълнения в Англия и Съединените щати и Дворжак е поканен да посети Великобритания, където е посрещнат възторжено през 1884 година. През следващите години той посещава страната не по-малко от осемн пъти, като обикновено дирижира свои произведения. Лондонското филхармонично дружество му възлага дирижирането на концерти, които имат голям успех. Във връзка с този договор, Дворжак композира своята Седма симфония и дирижира нейната премиера в „Сейнт Джеймс Хол“ на 22 април 1885 година.
При свое посещение в Лондон по-късно през същата година той представя кантатата „Сватбени ризи“ с концерт на 27 август. Той пристига само седмица преди това, за да дирижира репетициите на хор от 500 гласа и оркестър от 150 музиканти. Концертът е най-големият успех в дотогавашната му кариера и има такъв отзвук, че хорове в целия англоезичен свят започват да подготвят и представят тази нова композиция.
През 1887 година Ханс Рихтер дирижира в Лондон и Виена с голям успех „Симфонични вариации“ и пише на Дворжак: „сред стотиците концерти, които съм дирижирал през живота си, няма друга нова композиция, която да е била толкова успешна, колкото Вашата“. Въпреки тези успехи, представяне на „Стабат Матер“ във Виена през февруари 1888 година отново става жертва на античешки настроения и „деструктивна критика“, по думите на самия Дворжак. Той все пак сърдечно благодари на Рихтер за „смелостта и всеотдайната симпатия“.
През 1890 година, подтикнат от Пьотър Чайковски, Антонин Дворжак посещава и Русия, като дирижира свои работи в Москва и Санкт Петербург. През следващата година той получава почетна титла от Кеймбриджкия университет и му е предложено професорско място по композиране и инструментация в Пражката консерватория. Първоначално той отказва предложението, но след това се съгласява, вероятно заради спор с издателя Зимрок за възнаграждението му за неговата Осма симфония. По-късно през 1891 година в Бирмингам се състои премиерата на неговия „Реквием“.

### Престой в Ню Йорк и последни години
От 1892 до 1895 година Антонин Дворжак е директор на Американската национална музикална консерватория в Ню Йорк. Консерваторията е основана няколко години преди това от Джанет Търбър, богата филантропка, която дава възможност в нея да се обучават жени и чернокожи, необичайна за епохата практика. Тя се намира на 17-а улица № 126 – 128 в Манхатън в сграда, разрушена през 1911 година и заменена днес от средно училище.
Първоначалният договор на Дворжак предвижда той да работи три часа дневно, включително преподаване и дирижиране, шест дни в седмицата, с четири месеца ваканция през лятото. Той започва с огромната за времето си годишна заплата от 15 хиляди долара. Икономическата криза от 1893 година се отразява тежко на състоянието на семейство Търбър и други спонсори на Консерваторията и през следващата година заплатата на Дворжак е намалена на 8 хиляди долара годишно, като при това изплащането ѝ става нередовно.
Основната цел на Дворжак в Америка е да открие „американската музика“ и да я използва в своето творчество подобно на заимстваните от чешкия фолклор елементи. Малко след пристигането си в Ню Йорк той пише поредица от статии, разглеждащи състоянието на американската музика, в които поддържа тезата, че афроамериканската и индианската музика трябва да бъдат използвани като основа за развитието на американската класическа музика. В Ню Йорк Дворжак се запознава с Хари Бърли, който го запознава с традиционните спиричуъли и който по-късно става един от първите афроамерикански композитори на класическа музика.
В Съединените щати Дворжак композира едни от най-значителните си творби, сред които прочутата симфония „Из Новия свят“ (на английски „The New World Symphony“).
След връщането си от Америка през 1895 година Дворжак първоначално си почива и прекарва времето си със своето семейство в провинцията. През този период той композира главно опери и камерна музика. През 1896 година прави последното си посещение в Лондон, за да присъства на премиерата на своя Концерт за виолончело.
През 1897 година дъщерята на Дворжак се жени за неговия ученик, композиторът Йосеф Сук. През 1901 година Дворжак наследява Антонин Беневиц като директор на Пражката консерватория и остава на този пост до края на живота си. Шестдесетата му годишнина е отбелязана в Чехия като събитие от национален мащаб с множество концерти и банкет в негова чест.
Антонин Дворжак умира на 1 май 1904 година в Прага от сърдечна недостатъчност след продължило пет седмици боледуване. На 5 май е погребан във Вишеградското гробище в Прага, а на гроба му е поставен паметник, изработен от скулптора Ладислав Шалоун.

## Творчество
В ранните творби на Дворжак е силно забележимо влиянието на композиторите романтици като Роберт Шуман, Франц Лист, Франц Шуберт, но още при тях младият композитор обръща силно внимание на самобитния чешки фолклор, тенденция, която става още по-силна при произведенията от 70-те и 80-те години на XIX век в първия цикъл „Славянски танци“, няколко опери, увертюрата „Моята родина“, „Моравските дуети“ и др. Освен от чешкия фолклор, Дворжак силно се интересува и от песенното творчество на другите славянски народи.
В Америка Дворжак е изключително продуктивен. Създава многобройни клавирни и камерни творби (прочутите „Хуморески“, „Американският квартет“, религиозна музика (Стабат матер и Те Деум). Впечатлен от динамичното развитие на живота в САЩ, композиторът създава най-внушителната си симфония – № 9 (според старата номерация №5) „Из Новия свят“, където прави синтез между богатството на славянския фолклор и модерните космополитни симфонични традиции.

## По-важни творби
- 10 опери, сред които „Цар и въглищар“, „Димитрий“, „Дяволът и Кача“, „Русалка“, „Армида“
- 9 симфонии, пет увертюри, пет симфонични поеми и многобройни други симфонични творби, концерти за пиано и оркестър, цигулка и оркестър и виолончело и оркестър.
- Сонати за цигулка и пиано, рондо за виолончело и пиано, няколко струнни квартета и квинтета, множество пиеси за пиано и песни
- Светски и духовни ораториални творби, сред които „Стабат Матер“, „Света Людмила“, Голяма меса, Реквием, „Химн за Света Троица“ и др.

## Други
От 1963 година в рамките на годишния международен музикален фестивал „Пражка пролет“ се провежда конкурс за виолончелисти на името на Дворжак.